# 483951 Fiorella
483951 Fiorella è un asteroide della fascia principale. Scoperto nel 2006, presenta un'orbita caratterizzata da un semiasse maggiore pari a 2,388968 UA e da un'eccentricità di 0,127538, inclinata di 3,637926° rispetto all'eclittica.